# Lògica polivalent
Una  lògica polivalent  és un sistema lògic que rebutja el principi del tercer exclòs de les lògiques bivalents i admet més valors de veritat que els tradicionals  veritable  i  fals . Diferents lògiques plurivalentes poden admetre diferents quantitats de valors de veritat: des de tres, fins a infinit.

## Origen
Les lògiques polivalents es van difondre especialment a partir dels treballs dels filòsofs Jan Lukasiewicz a Polònia i Emil Post als Estats Units i per les seves relacions amb la física quàntica, però havien estat exposades anteriorment, amb diferents enfocaments, per Hegel, Hugh MacColl, Charles Sanders Peirce i Nicolai A. Vasiliev. Stephen Kleene va elaborar les taules de veritat per a un sistema de lògica trivalent. Un exemple per il·lustrar la trivalenecia a física ha estat la paradoxa del gat de Schrödinger.

## Variants
Poden considerar-se com polivalents:
- La lògica dialèctica de Hegel
- La lògica trivalent per a valors infinits de Lukasiewicz
- La lògica modal, especialment els models de Kripke, que defineixen tres models de veritat: la veritat, la falsedat i el problemàtic
- La lògica difusa de Zadeh, que emfatitza en la incertesa i és una lògica de la probabilitat
- La lògica polivalent de Gödel, a partir de la teorema d'incompletesa
- La lògica intuïcionista desenvolupada per Brouwer, que restringeix la validesa de la lògica clàssica al demostrable
- La lògica producte, tetravalent

La lògica trivalent com la de l'univers dels models de Kripke que contenen tres "mons" possibles. Altres lògiques es proposen com polivalents o n-lents, de {\displaystyle n} mons o un nombre infinit de "mons" possibles.

### La lògica dialèctica de Hegel
L'acte mateix del coneixement és la introducció de la contradicció. El principi del tercer exclòs, "alguna cosa o és A o no és A", és la proposició que vol rebutjar la contradicció i en fer-ho incorre precisament en contradicció: A ha de ser+A o-A, amb la qual cosa ja queda introduït el tercer terme, A que no és ni+ni - i pel mateix és+A i-A. Una cosa és això mateix i és un altre, perquè en realitat tot canvia contínuament i la mateixa cosa es transforma en una altra cosa. És una lògica del moviment, la transició i la transformació.

### Lògica polivalent de Gödel
Formula el següent::
{\displaystyle X\,\operatorname {AND} \,z=min(v(x),v(z))}
{\displaystyle X\,\operatorname {OR} \,z=max(v(x),v(z))}
{\displaystyle \operatorname {NOT} \,x=1} si {\displaystyle v(x)=0} i {\displaystyle 0} d'una altra manera.

### Lògica producte
Formula el següent::
{\displaystyle X\,\operatorname {AND} \,z=v(x)v(z)}
{\displaystyle X\,\operatorname {OR} \,z=v(x)+v(z)-v(x)v(z)}
{\displaystyle \operatorname {NOT} \,x=1} si {\displaystyle v(x)=0} i {\displaystyle 0} d'una altra manera.

### Lògica polivalent i doble negació
És interessant observar com en les lògiques de Gödel i producte, igual que a la lògica intuicionista, es nega el principi de la doble negació amb la finalitat de mantenir la validesa del principi de no contradicció.
En particular, a causa de la particular definició de l'operador NOT es verifica que:
{\displaystyle A\to \neg \neg A} és un teorema
{\displaystyle \neg \neg A\to A}  no és un teorema .
{\displaystyle \neg A\to \neg \neg \neg A} és un teorema.
{\displaystyle \neg \neg \neg A\to \neg A} és un teorema.